# Битка на Дрини
Битка на Дрини или Дринска битка представља низ борби које су водиле снаге Краљевине Србије, са циљем да зауставе други покушај Аустроугарске да продре у Србију, током 1914. године.
Након прве неуспеле инвазије на Србију, где је изгубио 40.000 људи, Оскар Поћорек, аустроугарски командант Балканштајткрaфте, покренуо је нову офанзиву преко реке Дрине на западној српској граници; након успешног преласка реке у ноћи између 7. и 8. септембра, аустроугарске снаге су заустављене суочене са јаким српским одбрамбеним положајима. У међувремену, српска војска је била приморана да оконча офанзиву на аустријски Срем и прегрупише своје снаге како би се суочила са претњом. У међувремену, на крајњем западу, мање снаге српских и црногорских трупа кренуле су у Босну, заузевши Вишеград. На југу, Аустријанци су заузели Шабац. 17. септембра, контранапад је потиснуо Аустријанце назад на Дрину, где су обе стране започеле рововски рат.
После тешких и крвавих рововских борби, српска војска је била приморана на повлачење, услед мањка хране, ратног материјала, а поготово артиљеријске муниције. Повлачење српске војске, повукло је са собом и егзодус локалног становништва, које се бојало нових масакра од стране аустроугарске војске. У вези са овом битком је Мачков камен. Окончавањем битке на Дрини и продором Аустроугара у Србију, отпочеле су операције српске војске крајем 1914. године, чији је најзначајнији део Колубарска битка.
Битка на Дрини се сматра једном од најкрвавијих на Балканском фронту током рата.

## Увод у битку
После Церске битке, Друга аустријска армија пребачена је са српског на руски фронт, оставивши само једну дивизију на Сави под командом генерала Крауса. Пета армија се улогорила на левој обали Дрине, на фронту Бијељина - Батар, а Шеста армија, која је оставила једну брдску бригаду на горњој Дрини, пребачена је ближе Петој армији, на простор: Зворник – Сребреница - Власеница, где је доведена и стратегијска резерва - једна дивизија - из Сарајева.
Савезници Србије, а нарочито Русија, захтевали су да српска војска продужи офанзиву и онемогући аустријској војсци одлазак на руски фронт. Да би изашла у сусрет својим савезницима, иако веома оскудна у ратном материјалу, који је умногоме био угрожен још у Балканском рату 1912 и 1913. године, Српска Врховна Команда ствара овакав план:
- Прва армија, са две пешадијске и једном коњичком дивизијом прелази Саву према Купинову и наступа у Срем. Ову операцију потпомаже Друга армија са једном пешадијском дивизијом демонстративним дејством код Митровице.
- Ужичка војска прелази горњу Дрину код Вишеграда и наступа у Босну.
- Друга армија брани пределе око доњег, а Трећа армија, средњег тока реке Дрину са по три своје пешадијске дивизије.
- Деташмани код Београда и Пожаревца, сведени већином на трупе из трећег позива - трећепозивци, остају на својим местима.

## Рововски рат
Током битке на Дрини, српске и аустроугарске снаге први пут су примениле тактику рововског ратовања. На фронту од Шапца до Соколске планине сукобљене стране су ископале ровове на раздаљини од 300 до 150 метара, а на неким местима ровови су били удаљености свега 50 метара једни од других (на Еминовим водама најмање службено забележено растојање између два рова било је свега 7 метара). Неки ровови су били дубоки и по два метра, са постављеним настрешницама ради заштите од шрапнела, протезали су се у облику изломљених линија ивицама шуме и преко њива. Како је наступило јесење време, са честим кишама, војници су становали у земуницама. Блатњави ровови су обично били пуни воде па су смишљани разни начини како би се она елиминисала. Активности на фронту увек је било. Копане су приближнице одакле су повремено предузимани ноћни препади. То би пробудило цео фронт, па је интензивно пушкарање обично прерастало у обострано артиљеријско гранатирање, после кога се све смиривало.

## Битка
Офанзива је отпочела 6. септембра. По цену губитка шест батаљона и три топа, који су из Тимочке дивизије првог позива Друге српске армије у циљу демонстрације, пребачени на леву обалу Саве источно од Сремске Митровице, Прва српска армија успела је да пређе Саву према Купинову и да предузме успешну офанзиву у Срему. Убрзо затим, командант аустријске Балканске војске Поћорек, у циљу парирања офанзиве српске војске у Срему, предузима 8. септембра снажну офанзиву на Дрини и то: са Петом армијом против Друге српске армије, а са Шестом армијом против Треће српске армије.
Српска Врховна команда обуставља напредовање и успешну офанзиву Прве армије у Срему и пребацује Дунавску дивизију првог и Дунавску дивизију другог позива преко Ваљева ка Крупњу на угрожено лево крило Треће армије, а Коњичку дивизију упућује као додатно појачање Другој армији, и ако је она успела да Пету аустријску армију заустави на обалама Дрине. Офанзива аустријске Балканске војске је заустављена, не само упорним и крвавим борбама на фронту ојачане Треће и Друге армије, већ и наступањем српске Ужичке војске, уз садејство са Црногорцима, ка Власеници и Сарајеву у позадину Шесте аустријске армије.
Немајући снаге да Србе потисне на главном фронту, а сагледавши опасност по десни бок и позадину своје Шесте армије, Поћорек захтева хитну помоћ од Врховне Команде Целокупне аустријске војске. После позива Поћорека, аустријским снагама стиже појачање из унутрашњости Монархије, и организована је, не само заштита бока Шесте армије, већ је српска Ужичка војска потиснута натраг ка Вишеграду. Аустријанци су, од трупа у Срему, после одступања Прве српске армије, формирали Комбиновани Корпус, под командом генерала Крауса и пребацили га преко Саве северно од Шапца, да нападне десни бок и позадину Друге српске армије. На фронту Прве Српске армије одиграла се ( око 20. септембра 1914. године ) једна од најкрвавијих битака у Првом светском рату- Битка на Мачковом камену. Настале су огорчене борбе на дугачком фронту: Шабац – Митровица – Лешница – Лозница – Крупањ – Љубовија - Бајина Башта - Вишеград, које су прешле у једну дуготрајну позициону рововску битку. За време борбе, код српске војске се осетила велика исцрпљеност у људству и опреми, јер регрути још нису били спремни за ратна дејства, а помоћ у опреми сваке врсте, поготово у артиљеријској муницији, која се очекивала сваког дана, да преко Солуна стигне из Француске, није пристизала.

## Резиме битке
Видећи да ће под оваквим околностима изгубити битку, Српска Врховна Команда наређује постепено повлачење Прве, Друге и Треће армије за одбрану Ваљева, надајући се, да ће у том времену попунити редове новим људством и да ће стићи очекивана муниција из Солуна. Опште повлачење ка Ваљеву наређено је 8. новембра, али под врло тешким околностима, јер се са војском кретало и све становништво, које није смело чекати по други пут аустријску инвазију. До 14. новембра, све три српске армије биле су прикупљене за одбрану Ваљева и делимично попуњене регрутима, али како очекивана муниција и остала војна опрема још није стигла, Српска Врховна команда наређује повлачење своје три армије и то на десну обалу Колубаре, њену притоку реку Љиг и на планину Сувобор.
На Гучеву је 1929. подигнута костурница у којој је сакупљен и сахрањен део костију жртава Дринске битке.